# Васо Суботић
Васо Суботић (Котор, 29. април 1969) бивши је југословенски и српски ватерполиста. 

## Спортска биографија
Рођен је у Котору 29. априла 1969. године. Ватерполо је почео да тренира у малом клубу Амфора из Рисна. Са дванаест година је прешао у Јадран из Херцег Новог, где је такође играо у млађим категоријама. Одиграо је преко сто утакмица са млађим селекцијама. На омладинском Светском првенству 1989. године, Суботић је проглашен најбољим беком света. За први тим Јадрана је дебитовао са петнаест година. Из Јадрана, са осамнаест година, прелази у београдски Партизан за који наступа од 1987. до 1991. У том периоду је освојио је Куп Југославије, Суперкуп Европе, Суперкуп Југославије, Куп европских купова и Медитерански куп. Године 1991. прелази у Црвену звезду у којој игра све до 1994. Наступао је још и за италијански Волтурно и за Будванску ривијеру у којој је и завршио играчку каријеру са тридесет четири године.
Играо је за ватерполо репрезентацију Југославије од 1989. године и забележио око 100 наступа. Освојио је златне медаље на Светском првенству у Перту 1991. и на Европском првенству у Атини исте године. Има сребро на ФИНА светском купу 1991. у Барселони. Због санкција које су уведене СР Југославији југословенски спортисти 1992. не одлазе на Олимпијаду у Барселону и четири године не учествују на међународним такмичењима. Суботић је представљао репрезентацију СР Југославије на Олимпијским играма у Атланти 1996. године, када је освојено осмо место.
Његов син Гаврил је такође ватерполиста и репрезентативац Србије.

## Успеси
Играч
Југославија
- медаље
- злато : Светско првенство Перт 1991.
- злато : Европско првенство Атина 1991.